# Reinhard Beer
Reinhard Beer (* 2. Oktober 1969 in Bad Ischl) ist ein ehemaliger österreichischer Naturbahnrodler. Von 1995 bis 2007 bildete er mit Herbert Kögl eines der erfolgreichsten Doppelsitzerpaare. Sie wurden jeweils einmal Weltmeister im Doppelsitzer und im Mannschaftswettbewerb und gewannen zweimal den Gesamtweltcup. Mit insgesamt 18 Siegen in Weltcuprennen sind sie bis heute das Doppelsitzerpaar mit den meisten Weltcupsiegen.

## Karriere
Beer startete ab 1986 bei Junioreneuropameisterschaften zunächst im Einsitzer, erzielte 1986 den fünften Platz und gewann 1987 die Silbermedaille. 1988 wurde er Sechster im Einsitzer und er startete zusammen mit Herbert Pilz auch im Doppelsitzer. Sie gewannen die Bronzemedaille. Ab 1989 ging Beer bei internationalen Meisterschaften in der Allgemeinen Klasse an den Start, zunächst wieder nur im Einsitzer. Er wurde bei der Europameisterschaft 1989 und der Weltmeisterschaft 1990 15. und bei der Europameisterschaft 1991 Neunter. Danach wechselte er erfolgreich zum Doppelsitzer. Im Weltcup gelang ihm zusammen mit Gerhard Pilz zu Beginn der Saison 1994/1995 mit Rang drei in Negaunee der erste Podestplatz. Ebenfalls den dritten Platz erreichte das Duo beim Europapokal in Olang.
Ab der Saison 1995/1996 bildete Beer zusammen mit Herbert Kögl ein Doppelsitzerpaar. Mit Kögl gelang ihm bei der Weltmeisterschaft 1996 in Oberperfuss der Durchbruch an die Weltspitze, als sie vor ihren Landsmännern Andi und Helmut Ruetz und den Italienern Martin Psenner und Arthur Künig Weltmeister im Doppelsitzer wurden. Zuvor hatten sie bereits zwei Podestplätze im Weltcup erzielt. Ab dem Winter 1996/1997 war das Duo auch im Weltcup siegreich. Sie gewannen drei von sechs Weltcuprennen und entschieden damit zum ersten Mal den Gesamtweltcup für sich. Dabei verwiesen sie das österreichische Erfolgsudo Ruetz/Ruetz auf Platz zwei, das beide Jahre davor und beide Jahre danach die Gesamtwertung gewann. Mit einer Ausnahme, aufgrund einer Verletzung von Reinhard Beer bei der WM 2001, klassierte sich das Duo Beer/Kögl weitere zehn Jahre durchgehend unter den besten drei im Gesamtweltcup und in der Saison 2004/2005 konnten sie ihren Gesamtsieg wiederholen. Bei der Europameisterschaft 1997 in Moos in Passeier gewannen sie die Bronzemedaille.
In der Saison 1997/1998 siegten Kögl und Beer in zwei Weltcuprennen, fielen aber im Gesamtweltcup auf Rang drei zurück. Bei der Weltmeisterschaft 1998 in Rautavaara wurden sie ebenfalls Dritte, bei der Europameisterschaft 1999 in Szczyrk kamen sie allerdings nicht ins Ziel. Im Jahr 1998 wurden sie zum ersten Mal Österreichische Staatsmeister im Doppelsitzer. Bis 2007 gewannen sie diesen Titel weitere fünf Mal. In der Saison 1998/1999 erreichten Beer/Kögl mit einem Sieg und weiteren vier Podestplätzen den zweiten Rang im Gesamtweltcup, ebenso wie in der Saison 1999/2000, in der sie zwei Rennen gewannen und zweimal Zweite wurden. Bei der Weltmeisterschaft 2000 in Olang gewannen sie die Silbermedaille hinter den Italienern Armin und David Mair, die in diesem Winter auch im Gesamtweltcup siegten.
Die Weltcupsaison 2000/2001 begannen Beer/Kögl mit einem Sieg in Umhausen und einem zweiten Platz in Unterammergau. Bei der Weltmeisterschaft 2001 Mitte Jänner in Stein an der Enns verletzte sich Reinhard Beer schwer. In der ersten Entscheidung, dem erstmals ausgetragenen Mannschaftswettbewerb, touchierte er die seitliche Streckenbegrenzung und brach sich dabei den linken Arm. Sie mussten für den Rest des Winters pausieren, waren daher auch bei den letzten beiden Weltcuprennen nicht am Start, belegten aber trotzdem noch den vierten Rang im Gesamtweltcup.
In der Saison 2001/2002 erreichte das Duo Beer/Kögl mit einem Sieg in Umhausen und weiteren drei Podestplätzen wieder den zweiten Rang im Gesamtweltcup, diesmal hinter den Polen Andrzej Laszczak und Damian Waniczek. Bei der Europameisterschaft 2002 in Frantschach-Sankt Gertraud wurden sie Zweite hinter Wolfgang und Andreas Schopf. In den Saisonen 2002/2003 und 2003/2004 erzielten Beer und Kögl mit einem bzw. zwei Siegen jeweils den dritten Platz im Gesamtweltcup. Bei der Weltmeisterschaft 2003 in Železniki fielen sie nach einem Sturz im ersten Wertungsdurchgang aus und bei der Europameisterschaft 2004 in Hüttau verfehlten sie als Vierte nur knapp eine Medaille.
In der Saison 2004/2005 konnten Beer und Kögl nach acht Jahren zum zweiten Mal den Doppelsitzer-Gesamtweltcup für sich entscheiden. Sie gewannen drei Rennen und wurden zweimal Zweite. Zudem gewannen sie bei der Weltmeisterschaft 2005 in Latsch gemeinsam mit Melanie und Robert Batkowski den Mannschaftswettbewerb. Im Doppelsitzer fuhren sie jedoch um 12 Hundertstelsekunden am Podest vorbei und landeten an vierter Stelle. In den Saisonen 2005/2006 und 2006/2007 erreichten Beer/Kögl mit jeweils einem Sieg den dritten Gesamtrang im Weltcup. Bei der Europameisterschaft 2006 in Umhausen fuhren sie allerdings nur auf Rang sieben. Bei der Weltmeisterschaft 2007 in Grande Prairie wurden sie zusammen mit Marlies Wagner und Gerald Kammerlander Dritte im Mannschaftswettbewerb. Im Doppelsitzer blieben sie jedoch ohne Resultat, denn sie wurden, ebenso wie drei andere Paare, disqualifiziert, weil die Schienen ihrer Rodel die zulässige Maximaltemperatur überschritten haben.
Kurz vor Beginn der Saison 2007/2008 gab Reinhard Beer seinen Rücktritt bekannt.

## Sportliche Erfolge
(wenn nicht anders angegeben, mit Herbert Kögl)

### Weltmeisterschaften
- Gsies 1990: 15. Einsitzer
- Oberperfuss 1996: 1. Doppelsitzer
- Rautavaara 1998: 3. Doppelsitzer
- Olang 2000: 2. Doppelsitzer
- Latsch 2005: 4. Doppelsitzer, 1. Mannschaft
- Grande Prairie 2007: 3. Mannschaft

### Europameisterschaften
- Garmisch-Partenkirchen 1989: 15. Einsitzer
- Völs am Schlern 1991: 9. Einsitzer
- Moos in Passeier 1997: 3. Doppelsitzer
- Frantschach 2002: 2. Doppelsitzer
- Hüttau 2004: 4. Doppelsitzer
- Umhausen 2006: 7. Doppelsitzer

### Junioreneuropameisterschaften
- Feld am See 1986: 5. Einsitzer
- Kreuth 1987: 2. Einsitzer
- Świeradów-Zdrój 1988: 3. Doppelsitzer (mit Herbert Pilz), 6. Einsitzer

### Weltcup
- 2× Gesamtweltcupsieg im Doppelsitzer in den Saisonen 1996/1997 und 2004/2005
- 3× 2. Gesamtrang im Doppelsitzer in den Saisonen 1998/1999, 1999/2000 und 2001/2002
- 5× 3. Gesamtrang im Doppelsitzer in den Saisonen 1997/1998, 2002/2003, 2003/2004, 2005/2006 und 2006/2007
- 18 Siege in Weltcuprennen:

| Datum             | Ort               | Land        | Disziplin    |
| ----------------- | ----------------- | ----------- | ------------ |
| 22. Dezember 1996 | Rautavaara        | Finnland    | Doppelsitzer |
| 24. Jänner 1997   | Toblach           | Italien     | Doppelsitzer |
| 26. Jänner 1997   | Toblach           | Italien     | Doppelsitzer |
| 23. Jänner 1998   | Oberperfuss       | Österreich  | Doppelsitzer |
| 8. Februar 1998   | Železniki         | Slowenien   | Doppelsitzer |
| 6. Jänner 1999    | Tiers             | Italien     | Doppelsitzer |
| 19. Dezember 1999 | Oberperfuss       | Österreich  | Doppelsitzer |
| 13. Februar 2000  | Stein an der Enns | Österreich  | Doppelsitzer |
| 4. Jänner 2001    | Umhausen          | Österreich  | Doppelsitzer |
| 13. Jänner 2002   | Umhausen          | Österreich  | Doppelsitzer |
| 16. Februar 2003  | Olang             | Italien     | Doppelsitzer |
| 14. Dezember 2003 | Olang             | Italien     | Doppelsitzer |
| 21. Februar 2004  | Aurach            | Österreich  | Doppelsitzer |
| 9. Jänner 2005    | Unterammergau     | Deutschland | Doppelsitzer |
| 16. Jänner 2005   | Oberperfuss       | Österreich  | Doppelsitzer |
| 20. Februar 2005  | Olang             | Italien     | Doppelsitzer |
| 22. Jänner 2006   | Olang             | Italien     | Doppelsitzer |
| 4. Jänner 2007    | Latsch            | Italien     | Doppelsitzer |

### Österreichische Meisterschaften
- Österreichischer Staatsmeister im Doppelsitzer 1998, 2002, 2004, 2005, 2006 und 2007

## Auszeichnungen (Auszug)
- 1996: Silbernes Ehrenzeichen für Verdienste um die Republik Österreich
- 2005: Goldenes Ehrenzeichen für Verdienste um die Republik Österreich